# Almantas Grikevičius
Almantas Grikevičius, né le 7 juin 1935 à Kaunas et mort le 4 avril 2011 à Vilnius, est un réalisateur et scénariste lituanien et soviétique.

## Biographie
Almantas Grikevičius naît à Kaunas.
En 1965, il est diplômé du département de réalisation du VGIK à Moscou. Il travaille au Lietuvos kino studija où il réalise dans le premier temps les films documentaires. Puis, en 1968, il porte à l'écran le roman de l'écrivain letton Egons Līvs Velnakaula dvīņi avec le titre Sentiments.
Il a écrit le scénario de ses propres films et de ceux d'autres réalisateurs.
Il reçoit le prix d'État de la RSS de Lituanie (1984), Prix de l'Union des cinéastes lituaniens (2002), Prix national de la culture et de l'art (2004). Croix de chevalier de l'Ordre du Mérite de Lituanie (2005), prix national lituanien (2009).
Décédé le 4 avril 2011, Almantas Grikevičius est inhumé au cimetière d'Antakalnis à Vilnius.

## Filmographie partielle
- 1966 : Jausmai
- 1969 : Ave, Vita
- 1974 : Sadūto tūto
- 1976 : Sodybų tuštėjimo metas
- 1979 : Veidas taikinyje (téléfilm)
- 1980 : Faktas
- 1984 : Jo žmonos išpažintis
- 1986 : Vilkolakio pėdsakai
- 1993 : Nusišypsok mums, Viešpatie de Rimas Tuminas (scénario)
- 1993 : Elzė iš Gilijos d'Algimantas Puipa (montage)